# Краковец (замок)

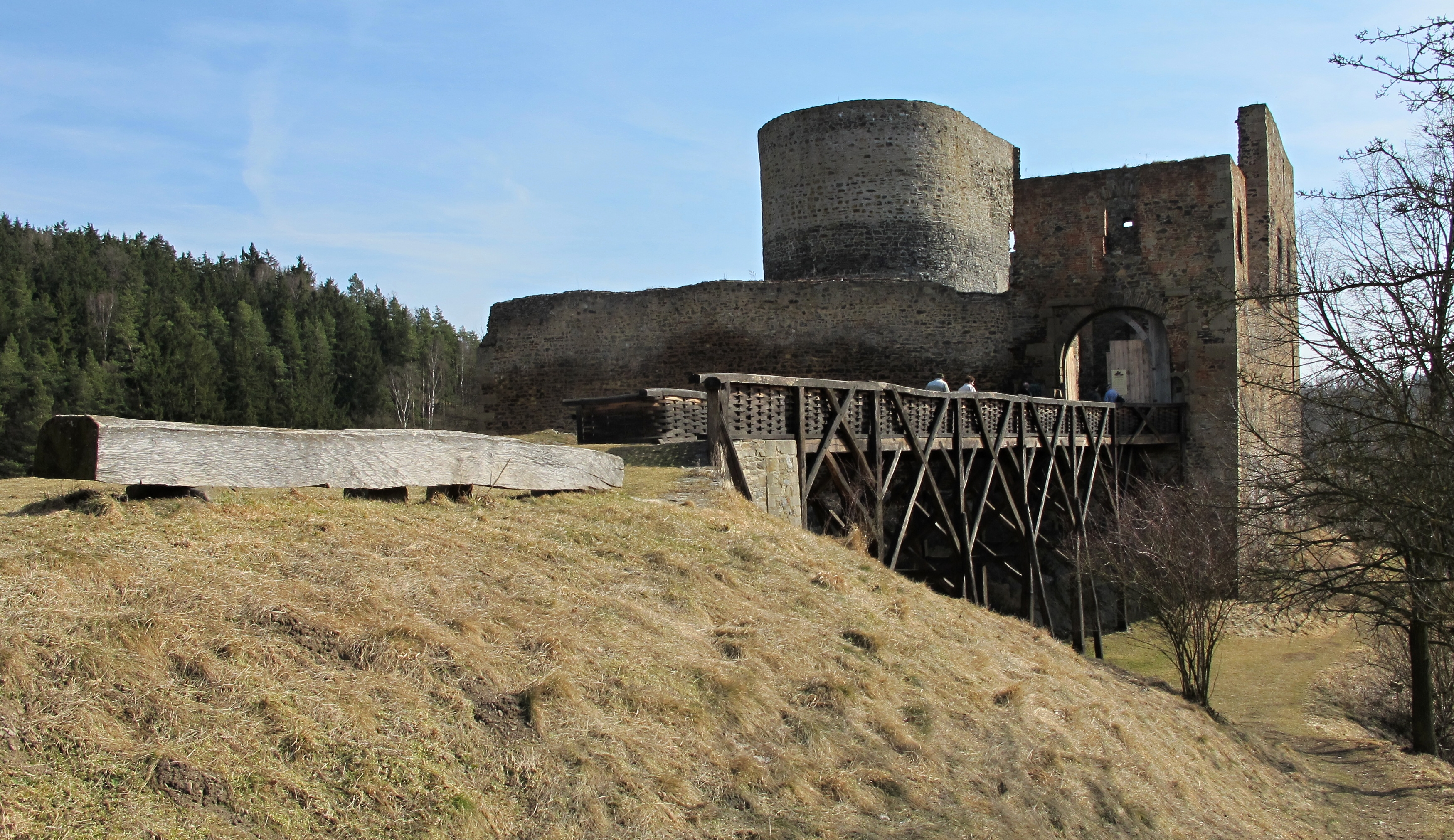
Замок Краковец

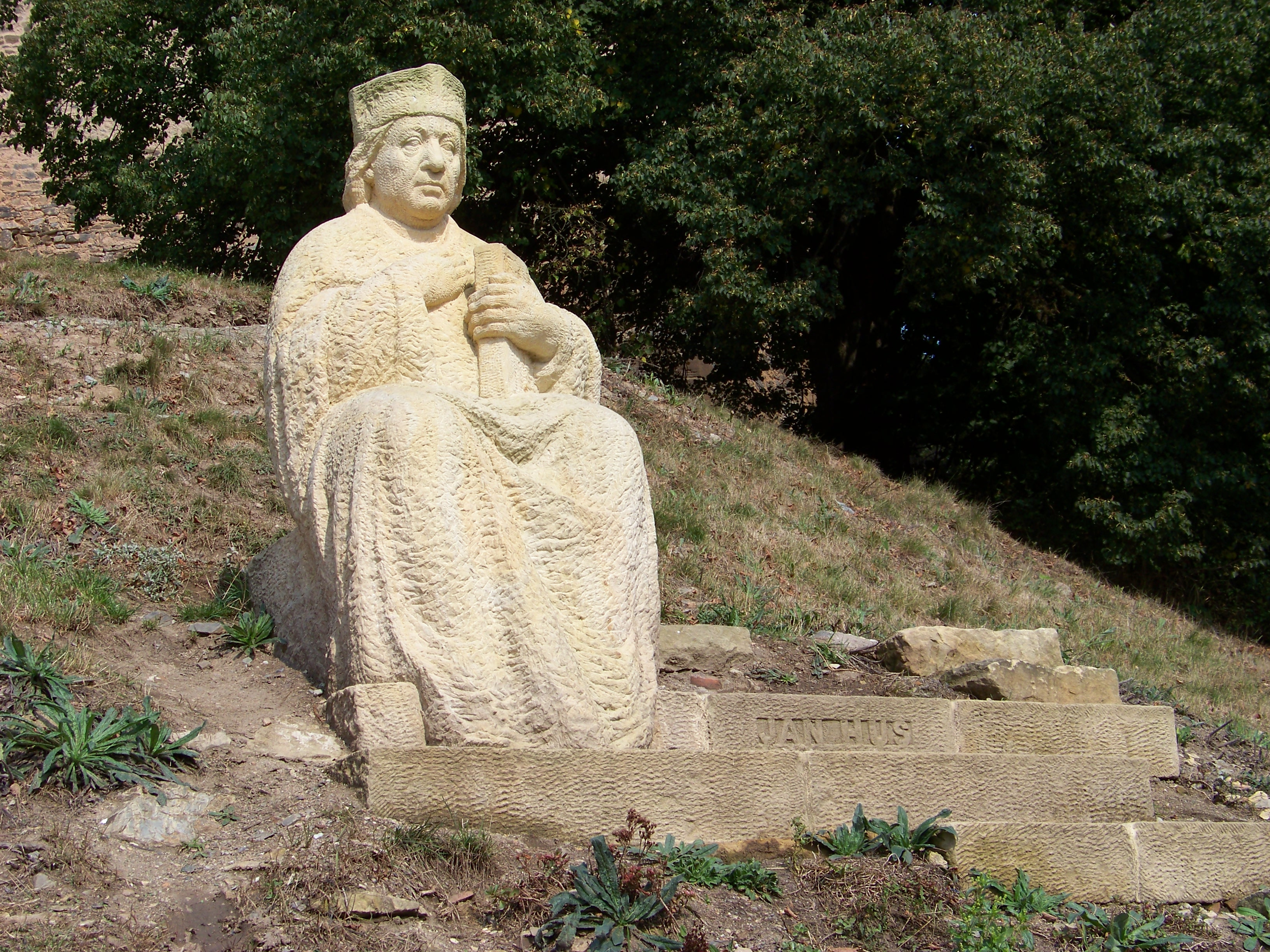
Памятник Яну Гусу

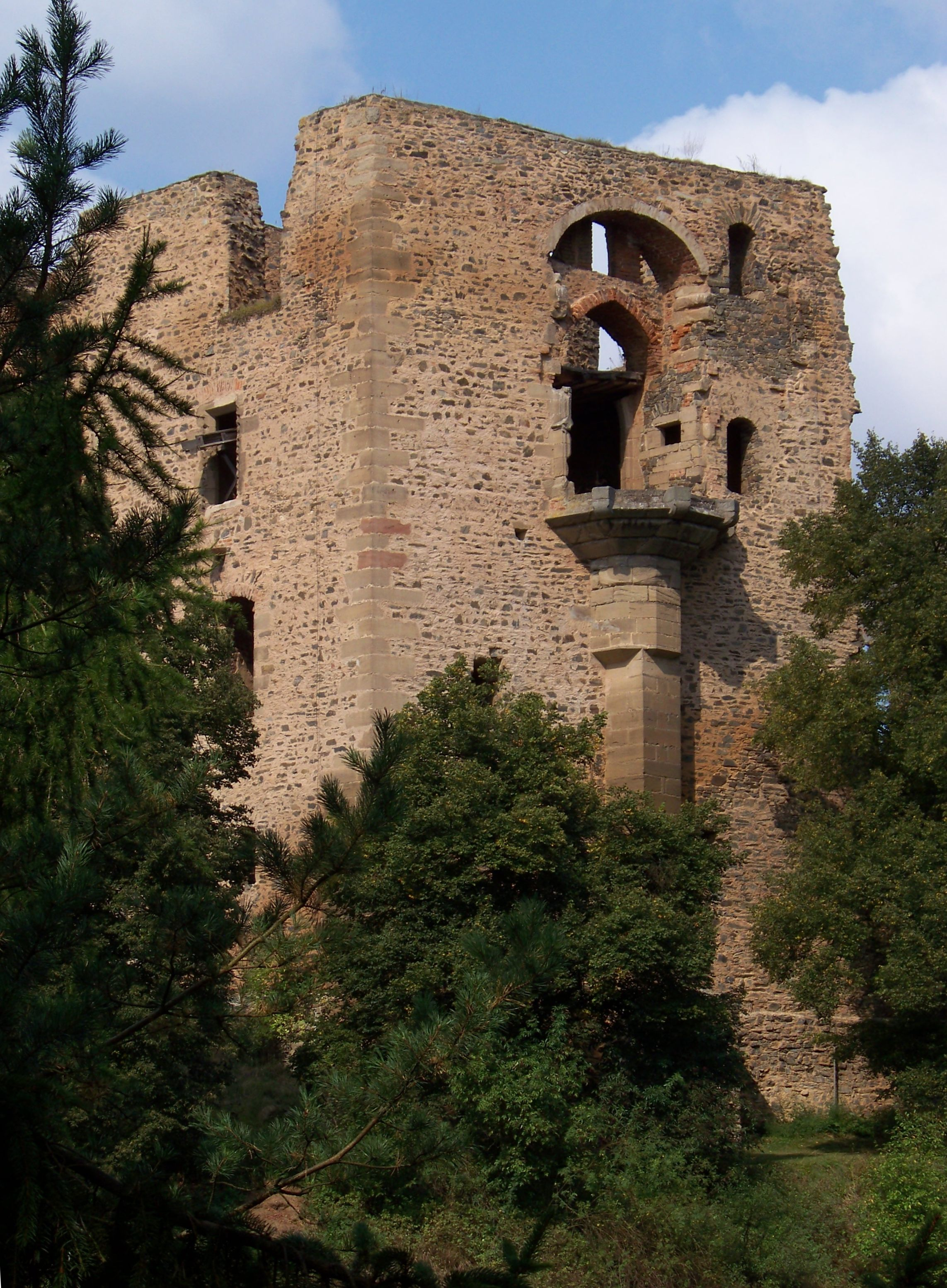
Замок Краковец с юго-востока

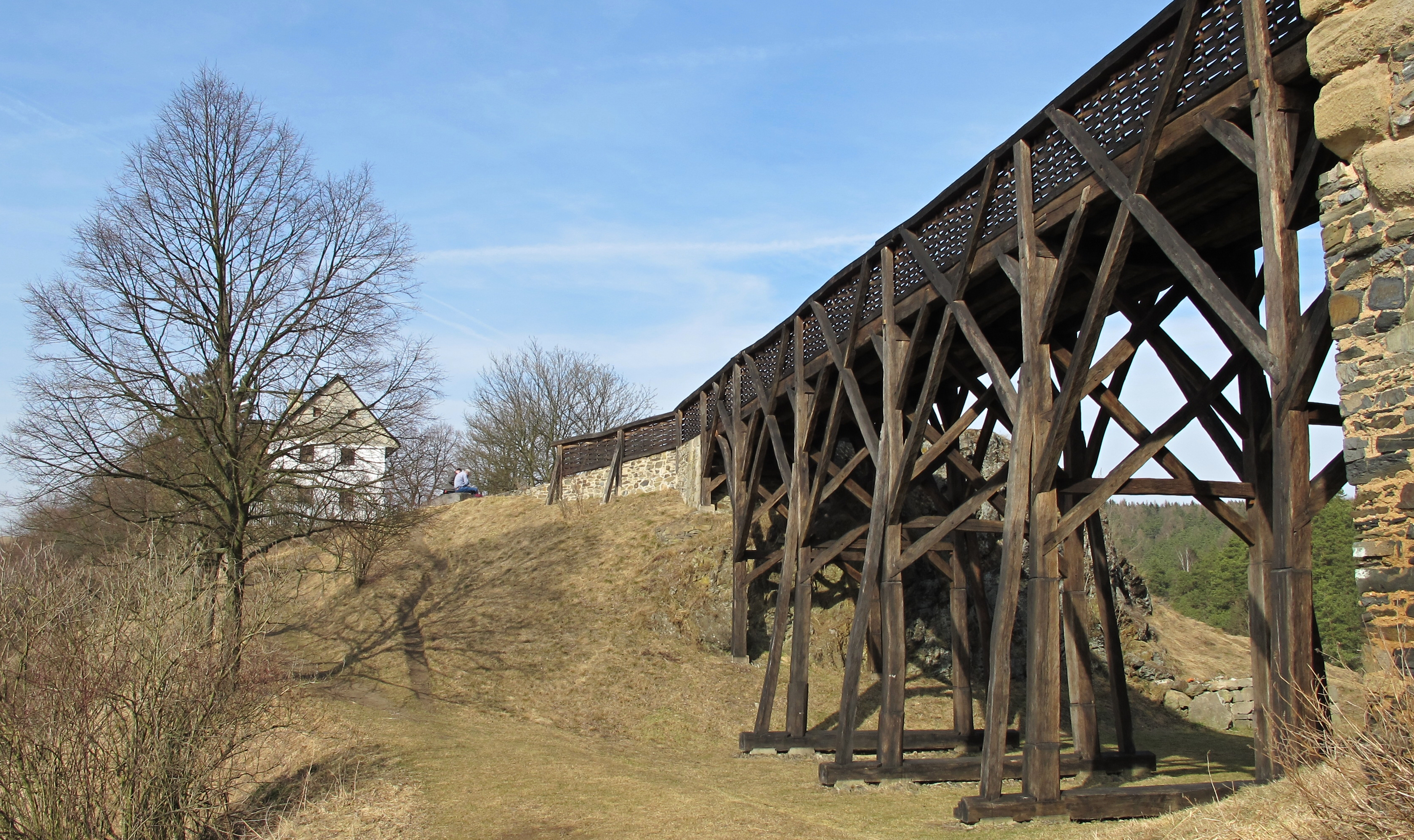
Мост в замок

Замок Краковец (чеш. Hrad Krakovec) (также называемый — Красный замок или Красный град) — средневековый замок XIV века в селе Краковец, район Раковник, Среднечешского края Чешской Республики, один из примеров замкового строительства для князей и королей Чехии. Один из выдающихся примеров замковых сооружений, построенных во время правления короля Вацлава IV Люксембургского.
Ныне это руины готического замка, перестроенного в 1548—1565 и 1720 годах в стиле ренессанс. Замок с момента своего основания неоднократно перестраивался. После пожара в 1783 году он был окончательно заброшен. Сохранились остатки массивных укреплений, высоких башен.
Имя Краковец произошло от уменьшительного названия близлежащей деревни Краков.
Замок расположен на широком холме у слияния речек Шипский и Краковский ручей и расположен в 15 км от г. Раковник на границе охраняемой природной области, входящий в биосферный заповедник ЮНЕСКО. С 1958 года она защищена как памятник культуры Чешской Республики.

## История
Первоначально сооружён для немецкого дворянина, бургграфа Кршивоклата Жира из Ростока. Деревня и замок Краковец он получил от короля Вацлава IV в качестве вассалитета за услуги, оказанные его отцу императору Карлу IV. Позже Жира стал министром и фаворитом Вацлава IV и вскоре занял видное место при королевском дворе. Он был не только его наставником, но, возможно, также является членом королевского совета. Так как в 1380 г. он был бургграфом в центральной части Чехии, а также придворным егермейстером и в 1386 г. за заслуги был посвящён в рыцари.
В 1410 году замок купил Йиндржих Лефл из Лажан, а в 1414 году он стал последней резиденцией Яна Гуса перед его отъездом в Констанц.
В замке Краковец снимались фильмы «Да здравствуют духи!» и сказка «Принц и Вечерняя Звезда».